# Nikola Kozlevo, Șumen
Nikola Kozlevo (în bulgară Никола Козлево) este un sat în comuna Nikola Kozlevo, regiunea Șumen,  Bulgaria. 

## Demografie
Componența etnică a satului Nikola Kozlevo
     Bulgari (43,51%)
     Turci (7,6%)
     Romi (11,84%)
     Nicio identificare (28,67%)
     Altele (8,35%)
La recensământul din 2011, populația satului Nikola Kozlevo era de 802 locuitori. Nu există o etnie majoritară, locuitorii fiind bulgari (43,51%), romi (11,84%) și turci (7,6%). Pentru 28,67% din locuitori nu este cunoscută apartenența etnică.